# درین کبود
درین کبود یک روستا در ایران است که در دهستان آزادلو شهرستان گرمی واقع شده‌است.